# روبرت إل. رامزي
روبرت إل. رامزي (بالإنجليزية: Robert Lincoln Ramsay)‏ هو محامي وسياسي أمريكي، ولد في 24 مارس 1877 في المملكة المتحدة، وتوفي في 14 نوفمبر 1956 في الولايات المتحدة. حزبياً، نشط في الحزب الديمقراطي.

## مناصب
- انتخب عضو مجلس النواب الأمريكي (3 يناير 1949 – 3 يناير 1953).
- انتخب معاون  [لغات أخرى]‏ (1945 – 1948).
- انتخب معاون  [لغات أخرى]‏ (1943 – 1945).
- انتخب عضو مجلس النواب الأمريكي وقد انضم خلال فترته النيابية (3 يناير 1941 – 3 يناير 1943)  للكتلة البرلمانية الحزب الديمقراطي.
- انتخب عضو  [لغات أخرى]‏ (1927 – 1930).
- انتخب محامي المدينة (1905 – 1930).
- انتخب عضو مجلس النواب الأمريكي وقد انضم خلال فترته النيابية (4 مارس 1933 – 3 يناير 1939)  للكتلة البرلمانية الحزب الديمقراطي.